# Martin von Schaumberg
Martin von Schaumberg (ur. 1523 w Nassenfels, zm. 28 czerwca 1590 w Eichstätt) – biskup Eichstätt w latach 1560–1590 i jednocześnie władca księstwa biskupiego Eichstätt.
Pochodził z frankońskiego rodu von Schaumberg. Przedstawiciele jego rodziny nieraz zasiadali w gronie wyższego duchowieństwa diecezji i kapituły Eichstätt.
Od 1531 był kanonikiem kapituły w Eichstätt. Studiował w Ingolstadt, Wiedniu oraz Bolonii (w 1544). W 1549 uzyskał kanonikat w Bambergu, a potem w Würzburgu. Po 1555 wszedł w skład kapituły w Eichstätt. Po pięciu latach, 17 lipca 1560 został wybrany biskupem. Miał wówczas 37 lat, żył lat 67, zasiadając na tronie biskupim aż 30 lat.
Długie rządy umożliwiły mu przeprowadzenie wielu reform. Utrudnieniem był fakt, iż 2/3 obszaru diecezji przypadało na obszary protestanckie. Zmiany starał się więc wprowadzać głównie w swoim księstwie biskupim i w bawarskiej części diecezji. W 1564 założył Collegium Willibaldinum – szkołę na poziomie gimnazjalnym, w której propagowano idee soboru trydenckiego. Była to jedna z pierwszych placówek tego typu w Niemczech.
Przykładał dużą wagę do sposobu życia kleru. Walczył z praktyką naruszania celibatu. Sam ponoć pędził nienaganny i pobożny tryb życia. Wprowadzał w życie postanowienia soboru trydenckiego, szczególnie w oświacie i działalności kleru. Nakazał zakładać szkoły parafialne. Zasłużył się także w działalności wydawniczej. Zajmował się sprawami klasztorów. Dbał o klasztor Dominikanów w Eichstätt, klasztor Rebdorf, a także opactwo Plankstetten.
Rozszerzył granice księstwa biskupiego, kupując nowe tereny (w tym Kinding). Dzięki oszczędnościom i racjonalnej gospodarce spłacił zadłużenie biskupstwa. Wydawał nowe ordynacje sądowe i rzemieślnicze. Dodatkowo 1 lutego 1583 wprowadził kalendarz gregoriański, jako jeden z pierwszych władców terytorialnych Rzeszy.
Rozwijał również działalność budowlaną: Willibaldsburg i zamek Hirschberg. Rozbudował pałac biskupi i fundował wyposażenie katedry.
Jego poprzednikiem był Eberhard II von Hirnhein a następcą Kaspar von Seckendorff.